# Rob Bontje
Johannes Cornelius „Rob“ Bontje (* 12. Mai 1981 in Grevenbicht) ist ein niederländischer Volleyballspieler.

## Karriere
Bontje begann seine Karriere 1996 bei VC Sittardia. 2001 wechselte er zu SSS Barneveld. In der Saison 2003/04 spielte der Mittelblocker beim niederländischen Erstligisten VC Nesselande. Mit der niederländischen Nationalmannschaft nahm er an den Olympischen Spielen 2004 teil. Beim Turnier in Athen schieden die Niederländer trotz eines Auftaktsieges gegen den späteren Bronzemedaillengewinner Russland als Gruppenfünfter nach der Vorrunde aus. Bontje wechselte anschließend nach Italien, wo er zunächst für Pallavolo Padua spielte. Anschließend stand er jeweils eine Saison bei Tonno Callipo Vibo Valentia und Marmi Lanza Verona unter Vertrag, bevor er 2007 nach Padua zurückkehrte. 2008/09 spielte er erneut in Verona. 2009 wurde er von Sisley Treviso verpflichtet. Mit Treviso gewann Bontje in der Saison 2010/11 im Finale gegen das polnische Team Zaksa Kędzierzyn-Koźle den CEV-Pokal. Polen wurde anschließend auch seine neue sportliche Heimat, als er zu Jastrzębski Węgiel wechselte. 2013 und 2014 belegte die Mannschaft in der polnischen Liga jeweils den dritten Rang. In der Champions League 2013/14 wurde Bontje mit Jastrzębski Węgiel ebenfalls Dritter. Danach wechselte er zum deutschen Meister Berlin Recycling Volleys. Nach der Saison 2014/15 verlässt Bontje die Berlin Recycling Volleys.